# Губайдулла-хан
Губайдулла-хан (каз. Ғұбайдолла хан; 1770–1852) — казахський правитель, останній хан Середнього жуза.

## Правління
1821 року казахські старшини Середнього жуза обрали ханом Губайдуллу, старшого сина Уалі-хана. Однак російська царська адміністрація з цього приводу мала власні плани. 1824 року до Баянаула, де хан Губайдулла мав зустрітись із китайським посольством, прибув російський військовий загін. Казахського хана було взято під варту, після чого він був змушений відмовитись від визнання його титулу китайським імператором. Того ж року Губайдулла підбурив повстання проти царської влади, яке було придушено 1825 року. Після цього хан був засланий до Сибіру, а російська адміністрація почала планомірну колонізацію Середнього жуза.
Тільки 1840 року Губайдулла був звільнений за клопотанням його брата Кенесари й повернувся до казахського степу.